# Jo Seok-hwan
Jo Seok-hwan (kor. 조석환; * 15. Oktober 1979) ist ein ehemaliger südkoreanischer Boxer. Jo war Bronzemedaillengewinner der Weltmeisterschaften 2003 und der Olympischen Spiele 2004 und Silbermedaillengewinner der Asienmeisterschaften 2004. 

## Karriere
Jo nahm 2000 an den Olympischen Spielen in Sydney teil, verlor jedoch im Bantamgewicht (-54 kg) startend bereits im ersten Kampf gegen Alisher Rahimov, Usbekistan (RSC 3.), aus. Genauso erging es ihm bei den Weltmeisterschaften im Folgejahr. Hier wurde er in der Vorrunde von Arlan Lerio, Philippinen (13:7) bezwungen.
2002 wechselte Jo ins Federgewicht (-57 kg) und erreichte bei den Asienspielen das Viertelfinale, welches er gegen den späteren Silbermedaillengewinner Galib Schafarow, Kasachstan (26:21), verlor. Bei den Asienmeisterschaften im selben Jahr schied er im ersten Kampf gegen Kim Song-guk, Nordkorea, aus. Besser lief es für Jo dann erstmals bei den Weltmeisterschaften 2003, bei denen er die Bronzemedaille errang. Während des Turniers schlug er u. a. Alexei Tischtschenko, Russland (40:8), und verlor im Halbfinale abermals gegen Schafarow. Im selben Jahr errang er auch die Bronzemedaille bei den einmalig stattfindenden Afro-Asiatischen Spielen in Hyderabad. 
2004 erkämpfte sich Jo hinter Schawarow die Silbermedaille bei den Asienmeisterschaften, womit er sich auch für die Olympischen Spiele im selben Jahr qualifizierte. Bei diesen Spielen erreichte er nach Siegen über Sedat Tasci, Türkei (37:28), Benoit Gaudet, Kanada (28:16), und Viorel Simion, Rumänien (39:36), das Halbfinale, welches er gegen den späteren Olympiasieger Tischtschenko verlor (45:25) und damit eine Bronzemedaille gewann. 
Jos letzte internationale Meisterschaften waren die Asienspiele 2006, bei denen er bereits im ersten Kampf gegen Xie Longwang, China (32:15), ausschied. Im Dezember 2008 beendete er seine Karriere. Derzeit ist er Assistenztrainer der südkoreanischen Nationalmannschaft.